# 截線定理
截線定理（英語：Intercept theorem），是平面幾何中的基本定理之一。截線定理說明，平面上的一個三角形中，若在其中一條腰的中點作一條直線，與其底邊平行，則該線穿過另一條腰的中點。這定理可推廣到梯形上，以及一般化至任意分割比例的情況。截線定理與另外兩條幾何定理中點定理和等比定理有密切關係。

## 定理
截線定理的最基本形式是在三角形上的應用。
圖中有三角形 {\displaystyle ABC}，作一條直線 {\displaystyle DE} 與底邊 {\displaystyle AB} 平行。
截線定理說明，若 {\displaystyle AD=DC}，則 {\displaystyle BE=EC}。

換句話說，{\displaystyle DE} 是三角形 {\displaystyle ABC} 的中位線。
這定理能簡單推廣到梯形上應用。
圖中有梯形 {\displaystyle FGIH}，其中 {\displaystyle FG\parallel HI}。作一條直線 {\displaystyle JK} 與上底 {\displaystyle HI} 和下底 {\displaystyle FG} 平行。
截線定理說明，若 {\displaystyle FJ=JH}，則 {\displaystyle GK=KI}。

同樣地，{\displaystyle JK} 是梯形 {\displaystyle FGIH} 的中位線。

## 一般化定理
對於平行線將腰分割成任意比例的情形，一般化截線定理則給出，左右兩條腰的分割比例相等。

在上圖的三角形 {\displaystyle ABC} 中，若 {\displaystyle DE\parallel AB}，則有 {\displaystyle {\frac {AD}{DC}}={\frac {BE}{EC}}}。

同樣地，在梯形 {\displaystyle FGIH}，若 {\displaystyle JK\parallel FG\parallel HI}，則有 {\displaystyle {\frac {FJ}{JH}}={\frac {GK}{KI}}}。

## 證明
這定理能以相似三角形簡單證明。

考慮上圖的 {\displaystyle \Delta ABC} 和 {\displaystyle \Delta DEC}。由於
- {\displaystyle \angle ACB=\angle DCE} （公共角）
- {\displaystyle \angle CAB=\angle CDE} （平行線的同位角）
- {\displaystyle \angle CBA=\angle CED} （平行線的同位角）

所以{\displaystyle \Delta ABC\sim \Delta DEC}。（等角）
由此可得 {\displaystyle {\frac {AC}{DC}}={\frac {BC}{EC}}} 。（相似三角形的對應邊）
因此 {\displaystyle {\frac {AD}{DC}}={\frac {BE}{EC}}}。
證畢。

對於梯形的情況，考慮梯形 {\displaystyle FGIH} ，在 {\displaystyle I} 上作一直線，與 {\displaystyle FH} 平行，並與 {\displaystyle JK} 和 {\displaystyle FG} 分別相交於 {\displaystyle L} 和 {\displaystyle M}。
由定義可知，{\displaystyle FMLJ} 和 {\displaystyle JLIH} 是平行四邊形。
因此 {\displaystyle FJ=ML} 及 {\displaystyle JH=LI}。（平行四邊形的對邊）
上面已證明，由 {\displaystyle JK\parallel FG}，可知 {\displaystyle {\frac {ML}{LI}}={\frac {GK}{KI}}}。
代入可得 {\displaystyle {\frac {FJ}{JH}}={\frac {GK}{KI}}}。
證畢。